# Cellnex Telecom
Cellnex Telecom és el nom amb el què es va rebatejar l'empresa Abertis Telecom, per preparar la seva sortida a borsa. L'empresa, filial de l'empresa Abertis, va canviar oficialment el seu nom el dia 1 d'abril de 2015, després d'aprovar-se en la junta d'accionistes que va tenir lloc el 23 de març del 2015 a Barcelona. El 24 d'abril es va fer públic que l'empresa debutaria a borsa el 7 de maig del mateix any, a un preu que oscil·laria entre 12 i 14 euros per acció, estimant una capitalització borsària entre 2.780 i 3.243 milions d'euros.
El juliol de 2015 va realitzar la seva primera emissió de bons per un import de 600 milions d'euros, a un termini de 7 anys i un tipus d'interès del 3,25%.
Marco Patuano és el conseller delegat de la companyia des que la Junta d'Accionistes, celebrada el juny de 2023, el va ratificar. És successor de Tobías Martínez, el qual va liderar l'important creixement i expansió de la companyia des de la seva sortida a borsa el 2015.
Anne Bouverot es la presidenta no executiva de la companyia des de març de 2023.

## Infraestructures
L'empresa disposa de milers de torres de telefonia mòbil, essent el primer operador europeu independent en la gestió d'infraestructures de telecomunicacions.
El setembre de 2021 la Societé du Grand Paris va adjudicar a Cellnex France el contracte per desplegar la cobertura de la xarxa mòbil a les noves línies 16 i 17 del metro de la capital francesa. El contracte té una durada de 17,5 anys, i preveu que la xarxa estigui operativa per a la celebració dels Jocs Olímpics de 2024 que s'hi han de celebrar. Cellnex compta ja amb experiència en la instal·lació de xarxes mòbils en xarxes de transport urbanes – com els metros del Regne Unit (Network Rail) o els Països Baixos (ProRail).